# Khoa học pháp y

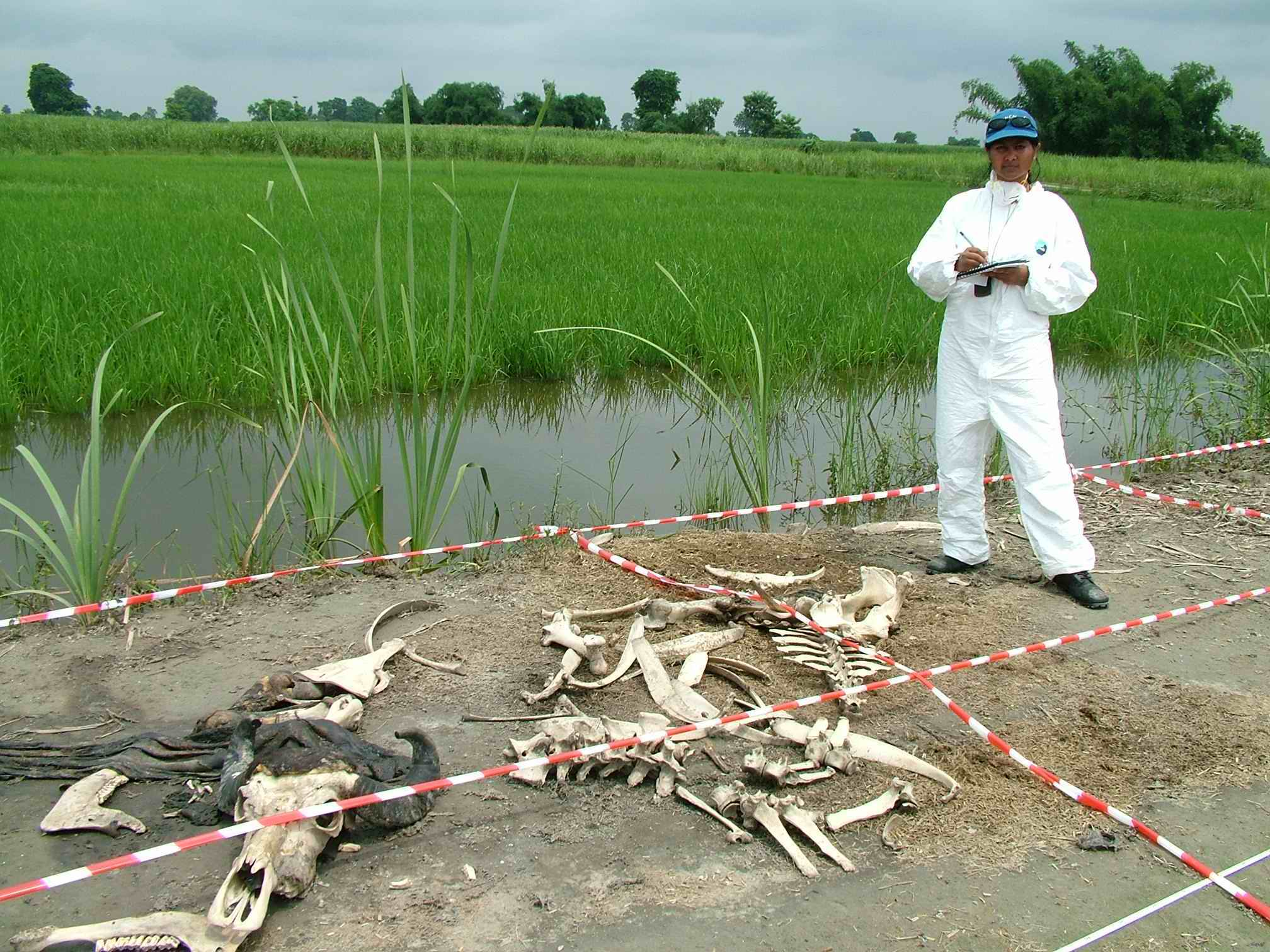
Một nhân viên giám định đang xem xét hiện trường

Giám định pháp y hay Pháp y các hoạt động giám định trong lĩnh vực y khoa để phục vụ cho công tác pháp luật, phục vụ cho việc xét xử các vụ án với các hoạt động đặc trưng như khám nghiệm hiện trường, khám nghiệm tử thi, mổ xác, xác định thương tật, tình trạng sức khỏe, các dấu hiệu thân thể bị xâm phạm, kiểm tra, xác định vật chứng, tang chứng.
Giám định pháp y là một ngành khoa học, nó sử dụng những thành tựu khoa học trong lĩnh vực y học, sinh học, hoá học, vật lý học, tin học... để đáp ứng những yêu cầu của pháp luật trong hoạt động tố tụng hình sự và dân sự thông qua hoạt động giám định khi được các cơ quan trưng cầu. Người làm công tác giám định này được gọi là giám định viên pháp y.

## Lịch sử Pháp y

### Lịch sử Pháp y trên thế giới
Thời Cổ đại, khi xét xử quan tòa chủ yếu dựa vào lời thề, tra tấn buộc phải thú tội và lời khai nhân chứng.
Sau này, nhu cầu đó ngày càng phải chính xác và khách quan hơn, để xử lý sao cho "đúng người, đúng tội, đúng pháp luật". Nhưng sơ khởi việc định tội căn cứ vào ý thức chung và kinh nghiệm thực tế của quan toà hay người đứng ra phân xử.
Trong xã hội văn minh hình thành một ngành khoa học là Pháp y học.
Ông Tổ nghề Y là Hippocrates (Ἱπποκράτης, 460 TCN- 370 TCN) đã từng có những nhận xét, tìm hiểu về thương tích và ngộ độc gây trong các vụ án. Trung Quốc cổ đại, vào thế kỷ IV TCN ở nước Ngụy (魏 國, 403 – 225 TCN) đã ban hành Pháp kinh 法经 nói đến pháp y được chép trong cuốn Tẩy oan tập lục 洗冤集录 của Tống Từ (宋慈, 1186-1249). Vào năm 44 trước Công nguyên, Julius Caesar (một vị tướng kiêm chính khách và viết văn người La Mã, 100-43 TCN) có lẽ là người đầu tiên đề xuất thuật ngữ "Pháp y". Người viết sách về độc học đầu tiên là bác sĩ và nhà thơ có uy tín người Hy Lạp là Nicander (Νίκανδρος ὁ Κολοφώνιος, 200 năm TCN).
Đến thời Cận đại, Pháp y dần được giảng dạy và sử dụng rộng rãi. Ambroise Paré (1510 - 1590), một bác sĩ phẫu thuật trong quân đội được xem là một trong những cha đẻ của phẫu thuật và pháp y bệnh lý hiện đại. Hai thế kỷ sau một số bài viết về pháp y bắt đầu xuất hiện của bác sĩ người Pháp Fodéré và chuyên gia y tế Đức Johann Peter Franck.
Ca điển hình đầu tiên về trình tự, thủ tục khám nghiệm diễn ra năm 1784 ở Lancaster, một thị trấn nằm trên bờ sông Lune thuộc nước Anh. Trong vụ này Cảnh sát đã kết tội John Toms giết Edward Culshaw bởi súng lục vì tìm thấy bột giấy ở miệng vết thương của nạn nhân và tờ báo rách trong túi Toms.
Ngay từ 1773 nhà hóa dược Thụy Điển là Carl Wilhelm Scheele (1742 -1786) đã nghĩ cách phát hiện oxit asen trong thi xác người chết nhưng độc chất học thực sự được phát triển bởi ông tổ là Valentin Rose (1736-1771) với phương pháp phát hiện các chất độc trong thành dạ dày của nạn nhân đưa vào ứng dụng từ 1806 bởi nhà hóa học người Anh là James Marsh (1794 -1846).
Trong thời hiện đại, từ khi con người phát minh ra máy ảnh (tiền thân là camera obscura thành chiếc máy ảnh cầm tay đầu tiên vào năm 1660 và hoàn thiện năm 1888 bởi hãng Eastman Dry Play and Film), máy ghi âm (bởi Thomas Alva Edison,1847 – 1931), kính hiển vi (bởi Antoni van Leeuwenhoek, 1632-1723) rồi kính hiển vi điện tử (ra đời năm 1938 tại Mỹ), kĩ thuật sắc ký (bởi Mikhail Semyonovich Tsvet, 1872–1919) vào năm 1903, máy vi tính (từ 1930 sau phát triển nhanh nhờ phát kiến của Gordon Earle Moore)... thì các phương tiện hiện đại này mau chóng được đưa vào sử dụng trong pháp y để điều tra tội phạm và thu được nhiều hiệu quả đặc biệt.
Sang Thế kỉ XX mở rộng ra các lĩnh vực khoa học tự nhiên... Ngày nay tất cả những thành tựu mới nhất của KHXH&NV, KHTN&CN đều được pháp y nghiên cứu, ứng dụng để phục vụ cho cuộc đấu tranh phòng, chống tội phạm.

## Phân loại và đối tượng

### Phân loại
Hoạt động đặc trưng của giám định pháp y là khám nghiệm tử thi, mổ xác nhưng ngoài mổ xác, giám định xác chết, giám định pháp y có nhiều chuyên ngành chuyên sâu như y học phân tử, giám định thương tích trên người sống, giám định sức khỏe...
Giám định pháp y được phân thành ba nội dung cơ bản gồm:
- Giám định pháp y hình sự: Là các hoạt động giám định về y khoa nghiên cứu các vấn đề có liên quan đến việc xâm hại tính mạng, sức khoẻ, nhân phẩm con người, các vụ án mạng, đánh người bị thương, xâm hại tình dục, loạn luân, giao cấu với trẻ em... các mẫu vật có nguồn gốc từ cơ thể người có liên quan đến vụ án như máu, dấu vân tay, tóc, da, gàu, các loại lông... để lại tại hiện trường có liên quan đến vụ án hay vụ việc.
- Giám định pháp y dân sự: Giải quyết các vấn đề có liên quan tới các vụ kiện dân sự như giám định huyết thống, tranh chấp mồ mả, xác định tình trạng sức khoẻ trong việc bồi thường thiệt hại về sức khoẻ của nạn nhân trong các vụ tai nạn lao động, giả vờ bị thương, giả bệnh, giả ốm, đau, đặc biệt là xem xét đối tượng có thực sự bị tâm thần hay mất năng lực hành vi hay không (Giám định pháp y tâm thần) v.v.
- Giám định pháp y nghề nghiệp: Giải quyết các vụ việc liên quan đến bệnh nhân chết trong bệnh viện, trạm xá, các cơ sở y tế khác mà không phải do bệnh nặng vượt quá khả năng y tế mà là lỗi của nhân viên y tế thiếu tinh thần trách nhiệm, thiếu y đức, sai sót về chuyên môn (chẩn đoán sai, mổ sai, sử dụng nhầm thuốc, để sót dụng cụ trong phẫu thuật, để quên dụng cụ, đồ vật trong cơ thể người bệnh...).

### Đối tượng
Đối tượng giám định pháp y bao gồm:
- Giám định trên người sống thông qua việc khám, xem xét người đang sống là nạn nhân để xác định thương tích trên cơ thể nạn nhân, tỷ lệ thương tật do di chứng của chấn thương. Giám định trên cơ thể của thủ phạm, người tình nghi là thủ phạm nhằm xác định thương tích để lại trên cơ thể do quá trình phạm pháp tạo nên. Xác định tuổi thực khi có gian lận về tuổi giữa vị thành niên và thành niên để tăng giảm mức hình phạt.
- Giám định pháp y tử thi nhằm xác định nguyên nhân chết, thời gian chết, các bệnh lý kèm theo và quan trọng là xác định thương tích trên nạn nhân (thương tích trước chết, thương tích sau chết, thương tích gây tử vong) cùng với giám định các loại hung khí gây ra các thương tích.
- Giám định mẫu vật có nguồn gốc cơ thể người trong các vụ án, nghi án, (lông, tóc, máu, nước bọt, mồ hôi, tinh dịch còn vương vãi, để lại trên hiện trường).
- Giám định nhận dạng người bao gồm những tử thi chưa rõ tung tích ngoài xác định nguyên nhân chết còn xác định tuổi, giới tính, chủng tộc, đặc điểm bệnh tật, giám định các bộ xương, thậm chí là những bộ xương khô, đầu lâu chưa rõ tung tích có thể xác định được tuổi, chiều cao, giới tính, chủng tộc, dựng lại khuôn mặt bằng phương pháp nặn tượng hoặc lồng ghép ảnh bằng máy vi tính.
- Giám định độc chất phủ tạng: Xác định trong phủ tang người chết chưa rõ nguyên nhân có chất độc hay không và bị trúng độc loại gì từ đó đưa ra giả thiết về hung thủ đã hạ độc, nạn nhân bị đầu độc trong trường hợp nào.
- Giám định vật gây thương tích: Xác định các vật có thể gây ra thương tích trên nạn nhân như dao, kéo, búa, rìu, cờ lê, mỏ lết...
- Giám định dựa trên hồ sơ tài liệu là việc giám định thông qua các hồ sơ tài liệu, sổ sách, ghi chép, bản nháp, dự thảo có liên quan (bản ảnh pháp y, hồ sơ bệnh án, biên bản giải phẫu tử thi, bản ghi lời khai, nhật ký, thư tuyệt mệnh...) có thể xác định nguyên nhân chết, cơ chế gây tổn thương, vật gây thương tích, động cơ, mục đích...

## Vai trò và ý nghĩa

### Vị trí, vai trò
Giám định pháp y có thể nói là không thể thiếu trong một xã hội mà ở đó mọi người sống theo Hiến pháp và làm theo pháp luật, sức khỏe và nhân phẩm con người được pháp luật bảo vệ. Giám định pháp y không những phục vụ cho cơ quan tố tụng, mà còn phục vụ giám định theo yêu cầu của cá nhân và tổ chức. Giám định pháp y không những giám định đối với các trường hợp xâm hại đến tính mạng, sức khỏe nhân phẩm con người ở ngoài xã hội, mà ngay cả trong nghiệp vụ y tế, pháp y có nhiệm vụ tham mưu cho y tế địa phương khi có thưa kiện, khiếu nại liên quan đến công tác điều trị, khám chữa bệnh, ở cả lĩnh vực y tế tư nhân và nhà nước, báo cáo với y tế và các ngành chức năng về tình hình tội phạm, tai nạn lao động, giao thông, ngộ độc thực phẩm... Đặc biệt, pháp y có nhiệm vụ trong hiến ghép mô phủ tạng và hiến xác, theo quy định của pháp luật.
Một trong những nhiệm vụ rất quan trọng của pháp y là giám định tỷ lệ tổn hại sức khỏe của thương tích và chấn thương nhằm bắt kẻ phạm tội phải có trách nhiệm với hành vi của mình, và người vô tội được minh oan, bồi thường thỏa đáng.
Giám định pháp y thì không những ngành y tế mà các khác ngành cũng đều công nhận đây là mảng hết sức quan trọng không những trong y tế, mà còn đóng vai trò quan trọng trong quá trình tố tụng giúp đảm bảo quyền lợi người dân, giữ gìn an ninh trật tự xã hội.

### Ý nghĩa hoạt động
Giám định pháp y có nhiều ý nghĩa gồm:
- Phục vụ cho công công tác điều tra, truy tố, xét xử, bào chữa, kết án...
- Các kết luận của giám định viên là chứng cứ pháp lý, nhiều khi là những bằng chứng đanh thép để vạch mặt hung thủ, làm cho hung thủ phải cúi đầu nhận tội.
- Các nhận xét của giám định viên pháp y tại hiện trường nhiều khi có ý nghĩa quan trọng phục vụ kịp thời cho công tác truy xét, điều tra theo dấu vết nóng, nhanh chóng tìm ra thủ phạm. Những kết luận này có thể mở ra cho cơ quan điều tra hướng điều tra và khoanh vùng tình nghi.
- Kết luận của giám định viên là cơ sở để minh oan cho người không phạm tội bị nghi oan.
- Giám định pháp y còn mang tính chất phòng ngừa tội phạm, qua việc giám định thấy có vấn đề gì nổi cộm thông qua thông tin đại chúng tuyên truyền phương thức, thủ đoạn gây án, những quan niệm, tập tục sai trái dẫn đến nguy hại đến tính mạng, tài sản.

## Thực trạng

### Khó khăn và vướng mắc
Ở Việt Nam, xã hội nước này thường mặc cảm với pháp y, nói đến là nghĩ đến nghề mổ xác và hiện nay tất cả các tổ chức giám định pháp y trên toàn quốc đều lâm vào tình trạng thiếu người, trong khi các trường đại học y thì không có khoa đào tạo chuyên ngành riêng, sinh viên ra trường từ chối làm pháp y, bác sĩ được điều động sang cũng tìm mọi cách bỏ đi, số các bác sĩ muốn vào công tác trong pháp y hầu như không có, những người làm lâu lại muốn bỏ nghề.
Việt Nam hiện nay có Cả nước hiện có 37 trung tâm pháp y, 15 phòng pháp y và vẫn còn 11 tổ chức giám định pháp y. Tuy vậy, ngành y tế có quy định rõ ràng về vấn đề bảo vệ môi trường cho các cơ sở y tế, nhưng pháp y thì lại chưa có quy định tương tự, giám định pháp y vẫn luôn luôn gắn với cụm từ "con nuôi" của ngành y tế. Một số địa phương cho rằng pháp y phục vụ cơ quan điều tra tố tụng, không liên quan gì đến chức năng nhiệm vụ của ngành y tế.
Có những vụ án giám định viên phải mổ tại hiện trường, họ phải đối mặt với ô nhiễm (cả tinh thần, vật chất), ảnh hưởng tâm lý nặng nề, nhưng hầu như chính họ không được bảo vệ. Những người làm nghề pháp y vừa phải chịu trách nhiệm về kết quả giám định của mình, vừa chịu nhiều nguy hiểm, tiếp xúc nhiều độc hại, sức ép mà họ phải chịu đựng nặng nề: sức ép từ dư luận xã hội, sức ép từ người bị hại, từ thủ phạm, sức ép từ cả phía luật sư, tòa án, cơ quan tố tụng…

## Một số giám định viên
- Tống Từ (1186-1249)
- Michael Baden (1934 –)
- William M. Bass
- Joseph Bell (1837–1911)
- Alphonse Bertillon (1853-1914)
- Sara C. Bisel (1932–1996)
- Ellis R. Kerley (1924–1998)
- Paul L. Kirk (1902–1970)
- Clea Koff (1972 –)
- Wilton M. Krogman (1903–1987)
- Alexandre Lacassagne (1843-1924)
- Henry C. Lee (1938 –)
- Edmond Locard (1877–1966)
- William R. Maples (1937–1997)
- Albert S. Osborn (1858–1946)
- Skip Palenik (1946 -)
- Francis Camps (1905–1972)
- Keith Simpson (1907–1985)
- Clyde Snow (1928 –)
- Bernard Spilsbury (1877–1947)
- Auguste Ambroise Tardieu (1818–1879)
- Paul Uhlenhuth (1870–1957)
- Cyril Wecht (1931 –)